# La Paz (Zamora Chinchipe)
La Paz ist eine Ortschaft und eine Parroquia rural („ländliches Kirchspiel“) im Kanton Yacuambi der ecuadorianischen Provinz Zamora Chinchipe. Die Parroquia besitzt eine Fläche von 320,1 km². Die Einwohnerzahl lag im Jahr 2010 bei 2043. Die Parroquia La Paz wurde am 11. Dezember 1961 gegründet.

## Lage
Die Parroquia La Paz liegt an der Ostflanke der Cordillera Real im Südosten von Ecuador. Der Hauptort La Paz liegt auf einer Höhe von 960 m am linken Flussufer des Río Yacuambi. La Paz befindet sich 8 km südsüdöstlich des Kantonshauptortes 28 de Mayo an einer Nebenstraße, die von der E45 (Zamora–Macas) abzweigt und nach 28 de Mayo führt. Der Río Yacuambi durchquert den Osten des Areals in südlicher Richtung. Dessen rechter Nebenfluss Río Quimi entwässert den westlichen Teil der Parroquia. An der westlichen Verwaltungsgrenze erreichen die Berge Höhen von mehr als 3000 m. Im Osten wird das Areal von einer etwa 2000 m hohen Bergkette begrenzt.
Die Parroquia La Paz grenzt im Norden an die Parroquia 28 de Mayo, im Osten an die Parroquia Chicaña (Kanton Yantzaza), im östlichen Süden an die Parroquia Guadalupe (Kanton Zamora) sowie im westlichen Süden und im Westen an die Parroquia La Victoria de Imbana (ebenfalls im Kanton Zamora).

## Orte und Siedlungen
Neben dem Hauptort gibt es folgende Comunidades in der Parroquia La Paz: Chapintza Alto, Chapintza Bajo, El Kiim, El Paraíso, Jembuentza, Kunguintza, Kurintza, Los Angeles, Muchime, Namacuntza Alto, Namacuntza Bajo, Napurak, Nuevo Porvenir, Piuntza Bajo, San Pedro, Santa Rosa und Washikiat.

## Ökologie
Das Bergland im äußersten Westen liegt innerhalb des Schutzgebietes Área Ecológica de Conservación Municipal Yacuambi.